# Лејк Меридит Естејтс (Тексас)
Лејк Меридит Естејтс (енгл. Lake Meredith Estates) насељено је место без административног статуса у америчкој савезној држави Тексас.

## Демографија
По попису из 2010. године број становника је 437.
| Група             | 2000.    | 2010.       |
| Белци             | 0 (0,0%) | 388 (88,8%) |
| Афроамериканци    | 0 (0,0%) | 1 (0,2%)    |
| Азијати           | 0 (0,0%) | 1 (0,2%)    |
| Хиспаноамериканци | 0 (0,0%) | 38 (8,7%)   |
| Укупно            | 0        | 437         |